# Frank Kendrick
Frank Edward Kendrick (ur. 11 września 1950 w Indianapolis, zm. 18 grudnia 2024 tamże) – amerykański koszykarz, występujący na pozycji niskiego skrzydłowego, mistrz NBA z 1975, po zakończeniu kariery zawodniczej – trener koszykarski. 

## Osiągnięcia
Na podstawie, o ile nie zaznaczono inaczej.
NCAA
- Mistrz turnieju National Invitation Tournament (NIT – 1974)
- MVP zespołu Purdue Boilermakers (1973, 1974)
- Zaliczony do:
  - składu All-American (1974 przez Helms Athletic Foundation)
  - I składu All-Big Ten (1973, 974)
  - Galerii Sław:
    - Koszykówki stanu Indiana (2002)[3]
    - Purdue Intercollegiate Athletics (2016)
    - Silver Anniversary Team (1995)

NBA
- Mistrz NBA (1975)[4]